# Hans Löwe
Hans Werner Löwe (* 25. Oktober 1903 in Alt-Berkow, (Altmark); † 18. November 1989 in Hannover) war ein deutscher Landwirt, Pferdezüchter und Hochschullehrer.

## Leben
Als Sohn eines Rittergutsbesitzers in Alt-Berkow geboren, besuchte Löwe von 1912 bis 1921 das humanistische Gymnasium in Stendal. Zuhause und in verschiedenen Betrieben in Schlesien und in der Provinz Sachsen durchlief er nach dem Abitur eine dreijährige landwirtschaftliche Ausbildung.
Danach begann er ein Landwirtschaftsstudium in Halle (Saale), das er nach sechs Semestern  (davon einem  in Bonn)  1926 mit dem Diplom sehr gut abschloss. 1929 promovierte er zum Dr. sc. nat. und wurde Volontärassistent beim Tierzüchter Gustav Fröhlich in Halle. Ein Jahr nach der Habilitation 1938 wurde er in Halle Dozent für Tierzucht und Fütterung. 1940 ging er mit seinem Lehrer Frölich als Abteilungsleiter an das Kaiser-Wilhelm-Institut für Tierzuchtforschung in Rostock-Dummerstorf. Dorthin umhabilitiert, wurde er 1944 zum apl. Professor ernannt.
Bei Kriegsende gelang ihm und seiner Familie die Flucht über die Elbe nach Niedersachsen. Löwe wurde Geschäftsführer des Stammbuchs für Kaltblutpferde in Niedersachsen e. V. 1954 wurde er zum Leiter des Tierzuchtreferats im Niedersächsischen Landwirtschaftsministerium berufen, zunächst als Oberregierungsrat und schließlich als Regierungsdirektor. Als Oberlandstallmeister  unterstanden ihm  alle Gestüte Niedersachsens. Zugleich war er Lehrbeauftragter für das Gebiet Pferdezucht an der Universität Göttingen.
Nach der Pensionierung  1968 arbeitete er beim Verband Hannoverscher Warmblutzüchter und redigierte bis 1979 die Zeitschrift Hannoversches Pferd.

### Politisches Engagement
Als Hallenser Student war er Vorsitzender des Hochschulrings deutscher Art und des AStA. 1933 wurde Löwe Mitglied der SA und wechselte zum NSKK. Zum 1. Mai 1937 trat er der NSDAP bei (Mitgliedsnummer 5.859.312).

### Corpsstudent
Wie seine Brüder Berthold und Ulrich wurde Hans Löwe beim Corps Palaiomarchia und nach drei Aktivensemestern auch bei der befreundeten Guestphalia Bonn aktiv. Als Linkser focht er  vierzehn Partien. Schon vor dem Zweiten Weltkrieg war er Vorsitzender von Palaiomachias Altherrenschaft, im Krieg Philister der Kameradschaft Gustav Nachtigal und seit 1972 wieder AHV-Vorsitzender. Der AHV des Corps Masovia verlieh ihm 1960 das Band. Das Corps Palaiomarchia-Masovia verlieh ihm 1982 die Ehrenmitgliedschaft. In Rostock heiratete Löwe die Corpsschwester Ilse Druckenbrodt. Die Söhne und Enkel wurden ebenfalls Corpsstudenten.

## Ehrungen
- Silberne Max-Eyth-Gedenkmünze
- Silberne Medaille des Direktoriums für Vollblutzucht und Rennen
- Goldene Ehrennadel des Trakehner-Verbandes